# 埃谢姆
埃谢姆是德国下萨克森州的一个市镇。总面积10.72平方公里，总人口1011人，其中男性492人，女性519人（2011年12月31日），人口密度94人/平方公里。